# Liste der Bodendenkmäler in Bergkirchen
Auf dieser Seite sind die Bodendenkmäler in der oberbayerischen Gemeinde Bergkirchen zusammengestellt. Diese Tabelle ist eine Teilliste der Liste der Bodendenkmäler in Bayern. Grundlage ist die Bayerische Denkmalliste, die auf Basis des Bayerischen Denkmalschutzgesetzes vom 1. Oktober 1973 erstmals erstellt wurde und seither durch das Bayerische Landesamt für Denkmalpflege geführt wird. Die folgenden Angaben ersetzen nicht die rechtsverbindliche Auskunft der Denkmalschutzbehörde.

## Bodendenkmäler der Gemeinde Bergkirchen

### Bodendenkmäler in der Gemarkung Bergkirchen
| Lage                   | Objekt | Akten-Nr.     | Bild |
| ---------------------- | --- | ------------- | ---- |
| Bergkirchen (Standort) | Handwerksplatz der römischen Kaiserzeit. | D-1-7734-0043 |      |
| Bergkirchen (Standort) | Körpergräber der Schnurkeramik, verebnete Grabhügel mit Bestattungen der Hallstattzeit, Körpergräber der mittleren Latènezeit und Reihengräberfeld des frühen Mittelalters sowie Siedlung der Hallstattzeit, Villa rustica der römischen Kaiserzeit und Wüstung des späten Mittelalters. | D-1-7734-0086 |      |
| Bergkirchen (Standort) | Untertägige mittelalterliche und frühneuzeitliche Befunde im Bereich der katholischen Pfarrkirche St. Johannes Baptist von Bergkirchen und ihrer Vorgängerbauten. | D-1-7734-0143 |      |

### Bodendenkmäler in der Gemarkung Eisolzried
| Lage                  | Objekt | Akten-Nr.     | Bild |
| --------------------- | --- | ------------- | ---- |
| Eisolzried (Standort) | Untertägige mittelalterliche und frühneuzeitliche Befunde und Funde im Bereich der katholischen Filialkirche St. Urban von Palsweis.                                               | D-1-7733-0268 |      |
| Eisolzried (Standort) | Siedlung vor- und frühgeschichtlicher Zeitstellung. | D-1-7734-0090 |      |
| Eisolzried (Standort) | Untertägige mittelalterliche und frühneuzeitliche Befunde im Bereich der katholischen Filialkirche St. Nikolaus von Deutenhausen und ihrer Vorgängerbauten.                        | D-1-7734-0152 |      |
| Eisolzried (Standort) | Untertägige mittelalterliche und frühneuzeitliche Befunde im Bereich des ehemaligen Hofmarkschlosses Eisolzried und seiner Vorgängerbauten mit zugehörigen barocken Gartenanlagen. | D-1-7734-0159 |      |

### Bodendenkmäler in der Gemarkung Feldgeding
| Lage                  | Objekt | Akten-Nr.     | Bild |
| --------------------- | --- | ------------- | ---- |
| Feldgeding (Standort) | Körpergräber des frühen Mittelalters. | D-1-7734-0045 |      |
| Feldgeding (Standort) | Siedlung mit eisenverarbeitendem Gewerbe und Hofgrablegen des frühen Mittelalters.                                                                         | D-1-7734-0046 |      |
| Feldgeding (Standort) | Siedlung vor- und frühgeschichtlicher Zeitstellung. | D-1-7734-0096 |      |
| Feldgeding (Standort) | Körpergräber vor- und frühgeschichtlicher Zeitstellung. | D-1-7734-0106 |      |
| Feldgeding (Standort) | Siedlung des Neolithikums. | D-1-7734-0131 |      |
| Feldgeding (Standort) | Siedlung vorgeschichtlicher Zeitstellung, unter anderem der Hallstattzeit.                                                                                 | D-1-7734-0151 |      |
| Feldgeding (Standort) | Untertägige mittelalterliche und frühneuzeitliche Befunde im Bereich der katholischen Filialkirche St. Augustinus in Feldgeding und ihrer Vorgängerbauten. | D-1-7734-0154 |      |
| Feldgeding (Standort) | Körpergräber des frühen Mittelalters. | D-1-7734-0193 |      |

### Bodendenkmäler in der Gemarkung Günding
| Lage               | Objekt | Akten-Nr.     | Bild |
| ------------------ | --- | ------------- | ---- |
| Günding (Standort) | Verebnete Grabhügel vorgeschichtlicher Zeitstellung.                                                                                | D-1-7734-0085 |      |
| Günding (Standort) | Siedlung vor- und frühgeschichtlicher Zeitstellung.                                                                                 | D-1-7734-0089 |      |
| Günding (Standort) | Verebneter Niederungsburgstall des hohen Mittelalters.                                                                              | D-1-7734-0093 |      |
| Günding (Standort) | Siedlung vor- und frühgeschichtlicher Zeitstellung.                                                                                 | D-1-7734-0097 |      |
| Günding (Standort) | Niederungsburgstall des hohen Mittelalters.                                                                                         | D-1-7734-0100 |      |
| Günding (Standort) | Untertägige mittelalterliche und frühneuzeitliche Befunde und Funde im Bereich der katholischen Filialkirche St. Vitus von Günding. | D-1-7734-0156 |      |

### Bodendenkmäler in der Gemarkung Kreuzholzhausen
| Lage                       | Objekt | Akten-Nr.     | Bild |
| -------------------------- | --- | ------------- | ---- |
| Kreuzholzhausen (Standort) | Grabhügel mit Bestattungen der Hallstattzeit. | D-1-7733-0151 |      |
| Kreuzholzhausen (Standort) | Untertägige mittelalterliche und frühneuzeitliche Befunde und Funde im Bereich der katholischen Pfarrkirche Hl. Kreuzauffindung von Kreuzholzhausen und ihrer Vorgängerbauten. | D-1-7733-0262 |      |

### Bodendenkmäler in der Gemarkung Lauterbach
| Lage                  | Objekt | Akten-Nr.     | Bild |
| --------------------- | --- | ------------- | ---- |
| Lauterbach (Standort) | Grabhügel vorgeschichtlicher Zeitstellung. | D-1-7733-0153 |      |
| Lauterbach (Standort) | Grabhügel vorgeschichtlicher Zeitstellung. | D-1-7733-0154 |      |
| Lauterbach (Standort) | Siedlung vor- und frühgeschichtlicher Zeitstellung. | D-1-7733-0166 |      |
| Lauterbach (Standort) | Untertägige mittelalterliche und frühneuzeitliche Befunde und Funde im Bereich der katholischen Filialkirche St. Jakobus d. Ä. von Lauterbach und ihrer Vorgängerbauten.                  | D-1-7733-0264 |      |
| Lauterbach (Standort) | Untertägige mittelalterliche und frühneuzeitliche Befunde im Bereich von Schloss Lauterbach und seinen Vorgängerbauten mit Schlosskapelle zur Hl. Familie und zugehörigem Wirtschaftshof. | D-1-7733-0265 |      |
| Lauterbach (Standort) | Verebneter Burgstall des hohen oder späten Mittelalters. | D-1-7733-0267 |      |

### Bodendenkmäler in der Gemarkung Oberbachern
| Lage                   | Objekt | Akten-Nr.     | Bild |
| ---------------------- | --- | ------------- | ---- |
| Oberbachern (Standort) | Grabhügel vorgeschichtlicher Zeitstellung. | D-1-7734-0051 |      |
| Oberbachern (Standort) | Untertägige mittelalterliche und frühneuzeitliche Befunde im Bereich der katholischen Filialkirche St. Martin in Unterbachern und ihrer Vorgängerbauten. | D-1-7734-0147 |      |
| Oberbachern (Standort) | Untertägige mittelalterliche und frühneuzeitliche Befunde im Bereich der katholischen Filialkirche St. Jakobus in Oberbachern und ihrer Vorgängerbauten. | D-1-7734-0149 |      |
| Oberbachern (Standort) | Siedlung des frühen, hohen und späten Mittelalters sowie der frühen Neuzeit.                                                                             | D-1-7734-0204 |      |
| Oberbachern (Standort) | Untertägige mittelalterliche und frühneuzeitliche Befunde im Bereich der katholischen Filialkirche St. Bartholomäus in Breitenau.                        | D-1-7734-0206 |      |